# گاه‌شمار تاریخ سوسیالیسم در ایران
۲۲ فروردین ۱۴۰۴
این نوشتار گاه‌شماری از تاریخ سوسیالیسم در ایران از زمان قاجار تا به امروز است.

## دوران قاجار
- ۱۸۹۸ - آغاز فعالیت‌های مخفی مرکز غیبی در تبریز
- ۱۹۰۴ - اعلام موجودیت محفل غیبی
- ۱۹۰۵ - تأسیس حزب اجتماعیون عامیون (حزب سوسیال دموکرات) در باکو
- ۱۹۰۵ - تأسیس نخستین اتحادیه کارگری ایران در چاپخانه‌ای کوچک در تهران
- ۱۹۰۸ - به توپ بستن مجلس مشروطه توسط محمدعلی‌شاه و آغاز مقاومت سیزده ماههٔ تبریز. سوسیال دموکرات‌ها نقش زیادی در این مقاومت داشتند.
- ۱۹۰۸ - ۲۸ اکتبر: همزمان با مقاومت مسلحانۀ تبریز، گروهی از کارگران چند کارخانۀ چرم‌سازی در این شهر دست به اعتصاب می‌زنند. سوسیال دموکرات‌های تبریز از این اعتصاب پشتیبانی کردند.[۱]
- ۱۹۰۹ - تأسیس حزب دموکرات عامیون به عنوان جناح چپ در مجلس دوم مشروطه
- ۱۹۱۷ - تأسیس فرقهٔ عدالت در باکو
- ۱۹۲۰ - آوریل: برگزاری کنگرهٔ عدالت در تاشکند با حضور ۷ هزار کمونیست ایرانی، با تلاش آوتیس سلطان‌زاده. این کنگره زمینه‌ساز برگزاری نخستین کنگرهٔ حزب کمونیست ایران بود.[۲]
- ۱۹۲۰ - ژوئن: برگزاری کنگرهٔ مؤسس حزب کمونیست ایران در بندر انزلی.[۲]
- ۱۹۲۰ - استقرار جمهوری شوروی سوسیالیستی ایران در رشت
- ۱۹۲۰ - اعتصاب کارگران پالایشگاه آبادان.[۳]

## رضا شاه پهلوی
- ۱۹۲۱ - تأسیس حزب سوسیالیست
- ۱۹۲۱ - ۳۰ دسامبر: انتشار نخستین شماره از روزنامهٔ حقیقت، نخستین روزنامهٔ کارگری ایران، به عنوان ارگان شورای مرکزی اتحادیه‌های کارگری، به همت جعفر پیشه‌وری[۴]
- ۱۹۲۶ - تأسیس فرقه جمهوری انقلابی ایران
- ۱۹۲۶ - انحلال حزب سوسیالیست
- ۱۹۲۹ - اعتصاب کارگران شرکت نفت ایران و انگلیس در پالایشگاه آبادان.[۵]
- ۱۹۳۱ - ۲۷ مه (۵ خرداد ۱۳۱۰): صدور فرمان منع فعالیت اشتراکی توسط رضاخان و ممنوع شدن هرگونه فعالیت سوسیالیستی و کمونیستی در ایران.[۶] این فرمان در ۱۳ ژوئن ۱۹۳۱ (۲۲ خرداد ۱۳۱۰) توسط مجلس شورای ملی به صورت قانون درآمد.[۷]
- ۱۹۳۷ - دستگیری گروه ۵۳ نفر
- ۱۹۳۸ - ۱۶ ژوئیه: تیرباران آوتیس سلطان‌زاده تئوریسین حزب کمونیست ایران به دستور استالین.[۸]
- ۱۹۳۹ - ۲ فوریه: کشته شدن تقی ارانی زیر شکنجه در زندان

## محمدرضا شاه پهلوی

### از شهریور ۱۳۲۰ تا کودتای ۲۸ مرداد ۱۳۳۲
- ۱۹۴۱ - تأسیس حزب توده ایران توسط گروه ۵۳ نفر
- ۱۹۴۲ - به هم پیوستن چندین سندیکا و اتحادیه کارگری و تأسیس شورای مرکزی اتحادیه کارگران ایران با ۳۰ هزار عضو
- ۱۹۴۲ - تأسیس جمعیت احیای کرد در مهاباد
- ۱۹۴۴ - تأسیس شورای متحده مرکزی اتحادیه کارگران و زحمتکشان ایران
- ۱۹۴۵ - اعتصاب هزار نفرهٔ کارگران شرکت نفت کرمانشاه به مدت ۶ روز
- ۱۹۴۵ - قیام افسران خراسان
- ۱۹۴۵ - تأسیس فرقه دموکرات آذربایجان در تبریز
- ۱۹۴۵ - استقرار حکومت خودمختار آذربایجان به مرکزیت تبریز
- ۱۹۴۵ - تأسیس حزب دموکرات کردستان ایران
- ۱۹۴۶ - تأسیس جمهوری کردستان آزاد در مهاباد
- ۱۹۴۶ - اعتصاب ده هزار نفرهٔ کارگران شرکت نفت آغاجاری به مدت ۱۴ روز
- ۱۹۴۶ - تصویب نخستین قانون کار ایران در نتیجهٔ مبارزات شورای متحده مرکزی اتحادیه‌های کارگران و زحمتکشان ایران، به عنوان نخستین قانون کار در خاورمیانه
- ۱۹۴۸ - ممنوعیت فعالیت شورای متحده مرکزی اتحادیه کارگران و زحمتکشان ایران، سندیکاهای کارگری و حزب توده ایران به دنبال ترور محمدرضا پهلوی

### از کودتای ۲۸ مرداد ۱۳۳۲ تا ۲۲ بهمن ۱۳۵۷
- ۱۹۵۳ - کودتای ۲۸ مرداد و تعقیب و پیگرد اعضای حزب توده ایران
- ۱۹۶۲ - تأسیس کنفدراسیون جهانی محصلین و دانشجویان ایرانی-اتحادیه ملی
- ۱۹۶۳ - انشعاب مائوییستی در حزب توده ایران و تشکیل سازمان انقلابی حزب توده ایران
- ۱۹۶۴ - برگزاری کنگرهٔ دوم حزب دمکرات کردستان ایران در کویسنجق به صورت مخفی با کمک ملا مصطفی بارزانی، توسط کمیتهٔ بازسازی حزب دمکرات کردستان ایران[۹]
- ۱۹۶۵ - تأسیس حزب کار ایران (طوفان)
- ۱۹۶۸ - تأسیس سندیکای کارگران شرکت واحد اتوبوسرانی تهران و حومه
- ۱۹۶۹ - تشکیل گروه انقلابی زحمتکشان کردستان ایران که بعدها با اتحاد با نیروهای دیگر حزب کومله نامیده شد.
- ۱۹۷۰ - سازمان انقلابیون کمونیست (م-ل)
- ۱۹۷۱ - عملیات سیاهکل در گیلان
- ۱۹۷۱ - اعدام ۱۳ تن از اعضای گروه‌های چریکی مشارکت‌کننده در عملیات سیاهکل
- ۱۹۷۱ - تأسیس سازمان چریک‌های فدایی خلق ایران
- ۱۹۷۴ - تأسیس سندیکای کارگران کشت و صنعت نیشکر هفت‌تپه
- ۱۹۷۵ - اعدام بیژن جزنی از بنیانگذاران و تئوریسین‌های اصلی سازمان چریک‌های فدایی خلق ایران به همراه هفت تن دیگر (۶ فدایی و ۲ مجاهد) در تپه‌های اوین
- ۱۹۷۵ - انشعاب مارکسیست‌ها از سازمان مجاهدین خلق ایران با عنوان سازمان پیکار در راه آزادی طبقه کارگر
- ۱۹۷۶ - پیوستن سازمان انقلابیون کمونیست (م-ل) به گروه پویا و تشکیل اتحادیه کمونیست‌های ایران (سربداران)
- ۱۹۷۸ - اعتصاب در پالایشگاه‌های نفت تهران، تبریز، آبادان، کرمانشاه، اصفهان و شیراز در واکنش به کشتار ۱۷ شهریور[۱۰]
- ۱۹۷۸ - اعتصاب معلمان در کرمانشاه هم‌زمان با بازگشایی مدارس در ماه مهر
- ۱۹۷۸ - اعتصاب کارکنان میدان‌های نفتی اهواز و آبادان در مهر ماه و ادامهٔ آن تا ماه آذر.[۱۰]

## جمهوری اسلامی

### از ۲۲ بهمن ۱۳۵۷ تا شهریور ۱۳۶۷
- ۱۹۷۹ - تجدید ساختار سازمان انقلابی حزب توده ایران با نام حزب رنجبران ایران
- ۱۹۷۹ - انشعاب چریک‌های فدایی خلق ایران (خط اشرف دهقانی) از سازمان چریک‌های فدایی خلق ایران
- ۱۹۷۹ - اعلام موجودیت سازمان انقلابی کارگران ایران (راه کارگر)
- ۱۹۷۹ - حملهٔ سراسری نیروهای نظامی حکومت جمهوری اسلامی ایران به کردستان ایران برای سرکوب دو حزب کومله و حزب دموکرات کردستان ایران
- ۱۹۸۰ - انشعاب سازمان چریک‌های فدایی خلق ایران به دو گروه سازمان فدائیان خلق (اقلیت) و سازمان فداییان خلق ایران (اکثریت)
- ۱۹۸۱ - واقعه ۶ بهمن آمل
- ۱۹۸۳ - دستگیری سراسری اعضای حزب توده ایران و غیرقانونی اعلام شدن آن
- ۱۹۸۳ - تأسیس حزب کمونیست ایران با اتحاد حزب کوملهٔ کردستان، اتحاد مبارزان کمونیست (سهند) و گروه‌هایی از سازمان‌های چریک‌های فدایی خلق ایران، سازمان پیکار در راه آزادی طبقه کارگر و حزب شفق سرخ در سنندج.
- ۱۹۸۴ - حملهٔ نیروهای حزب دموکرات کردستان ایران به نیروهای حزب کومله و آغاز جنگ میان این دو حزب
- ۱۹۸۸ - آتش‌بس یکجانبهٔ حزب کومله به حزب دمکرات کردستان ایران و پایان جنگ میان این دو حزب
- ۱۹۸۸ - اعدام دسته جمعی چند هزار تن از نیروهای سیاسی چپ

### از شهریور ۱۳۶۷ تاکنون
- ۱۹۹۱ - انشعاب گروهی از اعضای حزب کمونیست ایران به رهبری منصور حکمت از این حزب و تأسیس حزب کمونیست کارگری ایران
- ۲۰۰۰ - انشعاب گروهی از اعضای حزب کمونیست ایران به رهبری عبدالله مهتدی از این حزب و تأسیس سازمان انقلابی زحمتکشان کردستان ایران
- ۲۰۰۱ - تجدید ساختار اتحادیه کمونیست‌های ایران (سربداران) و تشکیل حزب کمونیست ایران (مارکسیست-لنینیست-مائوئیست)
- ۲۰۰۳ - تأسیس حزب حیات آزاد کردستان
- ۲۰۰۴ - انشعاب گروهی از اعضای کمیتهٔ مرکزی حزب کمونیست کارگری ایران به رهبری کورش مدرسی از این حزب و تأسیس حزب کمونیست کارگری ایران-حکمتیست
- ۲۰۰۵ - انشعاب در حزب دموکرات کردستان ایران و جدا شدن گروه عبدالله حسن‌زاده با نام حزب دموکرات کردستان
- ۲۰۰۵ - انشعاب در سازمان انقلابی زحمتکشان کردستان ایران و جدا شدن گروه عمر ایلخانیزاده با نام سازمان زحمتکشان کردستان ایران[۱۱]
- ۲۰۰۵ - بازسازی سندیکای کارگران شرکت واحد اتوبوسرانی تهران و حومه
- ۲۰۰۵ - انتشار مجله پیام سندیکا به مدیریت و سردبیری روبرت بروخیم با همکاری سندیکاهای کارگری، گروه‌های مدنیِ چپ و روشنفکرانِ چپگرا [۱۲]
- ۲۰۰۶ - تأسیس اتحادیه سراسری کارگران اخراجی و بی‌کار که بعدها به اتحادیه آزاد کارگران ایران تغییر نام داد.
- ۲۰۰۷ - انشعاب گروهی از اعضای حزب کمونیست کارگری ایران موسوم به فراکسیون اتحاد کمونیسم کارگری از این حزب و تشکیل حزب اتحاد کمونیسم کارگری[۱۳]
- ۲۰۰۷ - اعلام موجودیت دانشجویان آزادی‌خواه و برابری‌طلب
- ۲۰۰۸ - بازسازی سندیکای کارگران کشت و صنعت نیشکر هفت‌تپه و اعلام موجودیت دوبارهٔ آن
- ۲۰۱۲ - پیوستن حزب اتحاد کمونیسم کارگری به حزب کمونیست کارگری ایران-حکمتیست[۱۴]
- ۲۰۱۴ - تأسیس جامعه دموکراتیک و آزاد شرق کردستان (کودار)[۱۵]
- ۲۰۱۸–۱ آوریل: برگزاری کنگرهٔ مشترک توسط سه جریان سازمان فداییان خلق ایران (اکثریت)، سازمان اتحاد فداییان خلق ایران- طرفدار وحدت و جمعی از کنشگران چپ، در شهر کلن و تأسیس حزب مشترک جدیدی به نام حزب چپ ایران (فداییان خلق).[۱۶]